# Limenitis bucovinensis
Limenitis bucovinensis är en fjärilsart som beskrevs av Hormuzaki. Limenitis bucovinensis ingår i släktet Limenitis och familjen praktfjärilar. Inga underarter finns listade i Catalogue of Life.